# Parasnāth
Parasnāth är ett berg i Indien.   Det ligger i distriktet Girīdīh och delstaten Jharkhand, i den östra delen av landet, 1 000 km sydost om huvudstaden New Delhi. Toppen på Parasnāth är 1 310 meter över havet.
Terrängen runt Parasnāth är huvudsakligen kuperad, men söderut är den platt. Parasnāth är den högsta punkten i trakten. Runt Parasnāth är det tätbefolkat, med 257 invånare per kvadratkilometer. Närmaste större samhälle är Gomoh, 9,9 km söder om Parasnāth. I omgivningarna runt Parasnāth växer i huvudsak blandskog.